# Elsholtzia splendens
Elsholtzia splendens là một loài thực vật có hoa trong họ Hoa môi. Loài này được Nakai ex F.Maek. mô tả khoa học đầu tiên năm 1934.

## Hình ảnh

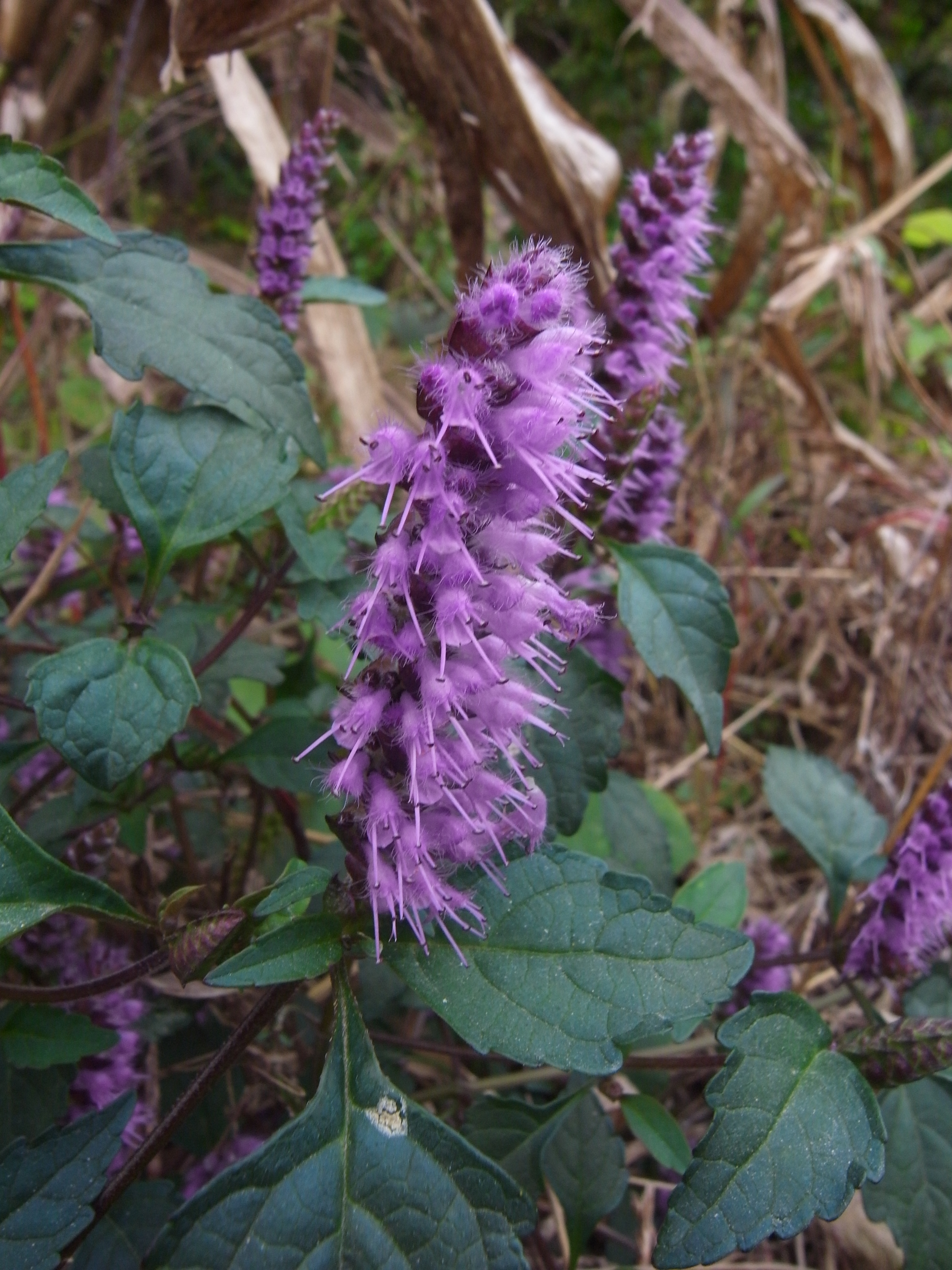
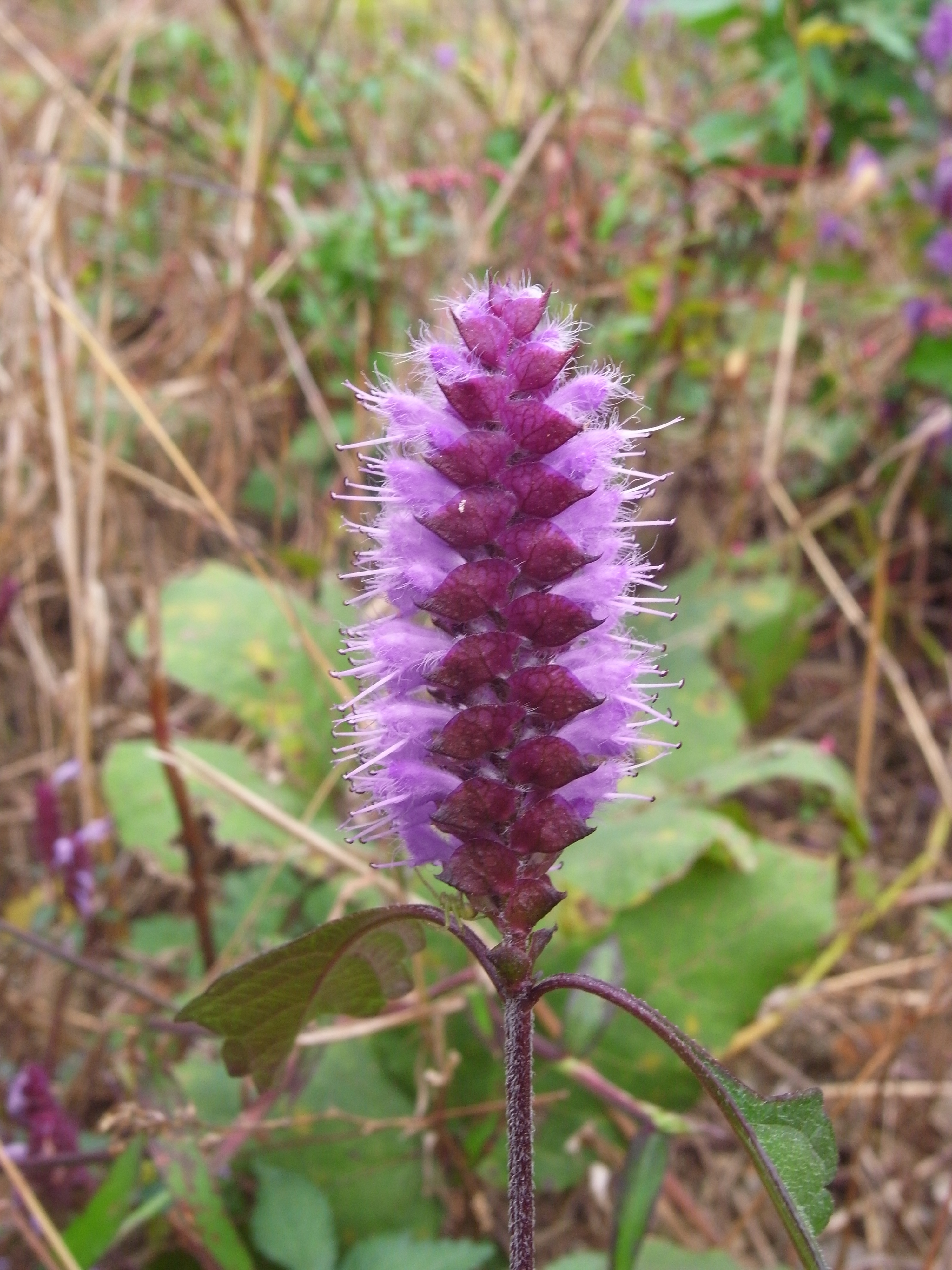
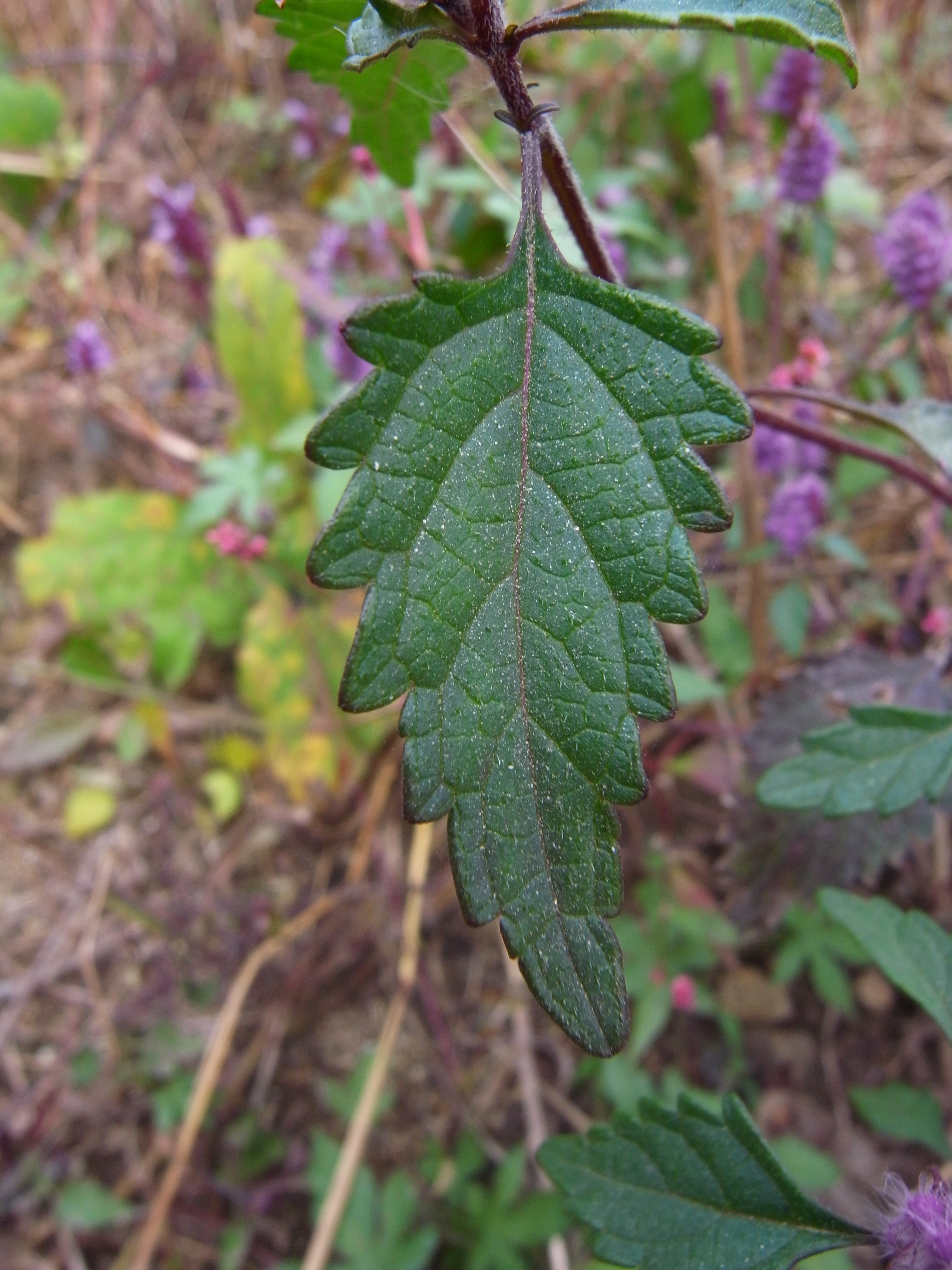
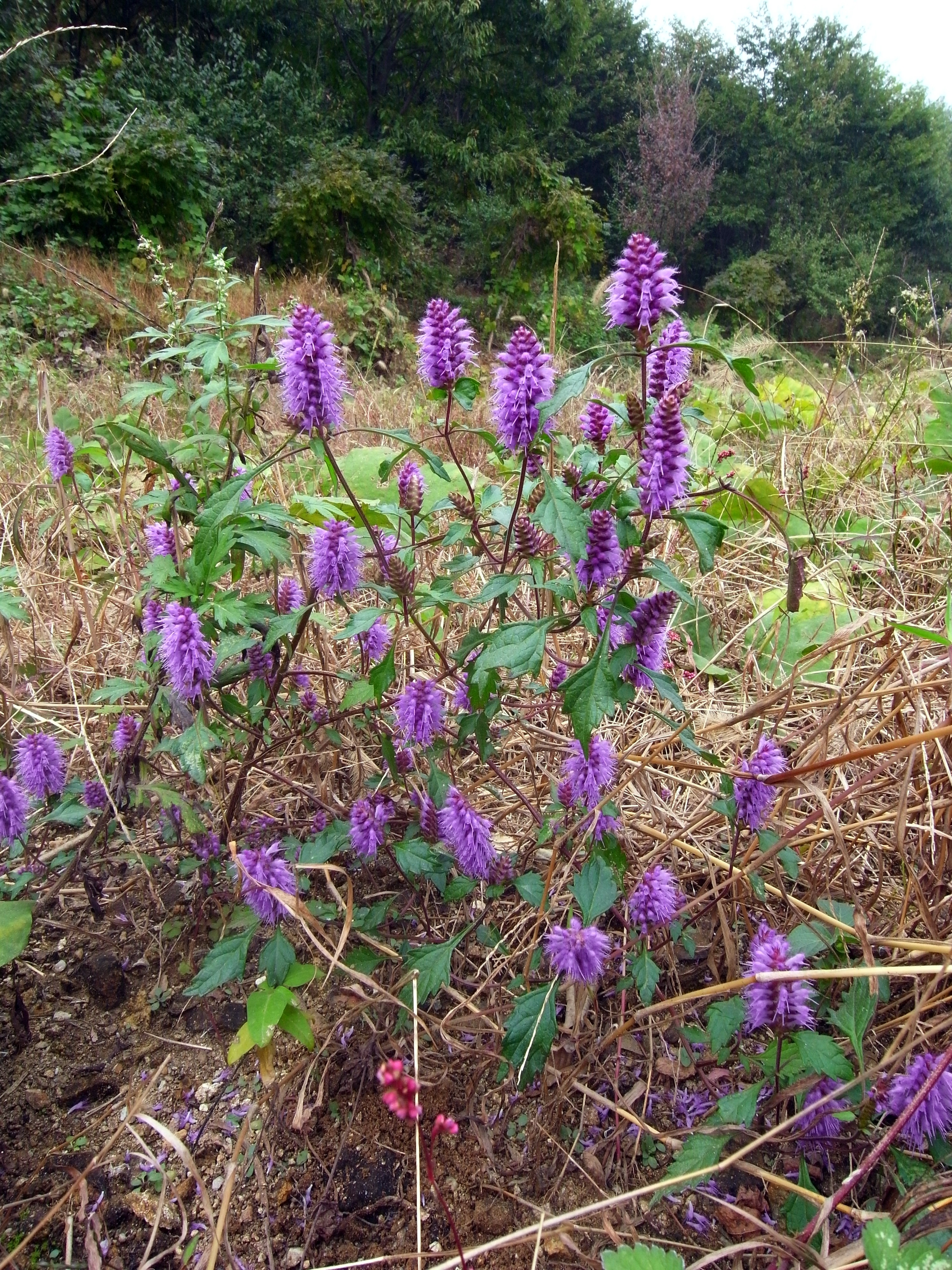